# Mártonffy Károly (ügyvéd)
Mártonffy Károly (Petrovác (Bács megye), 1821 – Budapest, 1887. november 3.) főispán, országgyűlési képviselő.

## Élete
Tanulmányait szülőhelyén kezdte s folytatta a verbászi, újvidéki, szarvasi és pozsonyi gimnáziumokban. A jogot a pápai jogakadémián végezte. Rövid ideig ügyvédi gyakornok volt; 1842-ben ügyvédi oklevelet nyert és ekkor Zomborban ügyvédi irodát nyitott. 1848-ban Bács megyében szolgabíróvá és még ugyanazon évben a petrováci kerületben országgyűlési képviselővé választották. Részt vett a szabadságharcban; jelen volt a világosi fegyverletételnél, majd Aradra ment, ahol az osztrákok elfogták és börtönbe vetették. Az aradi börtönt három hónap múlva az Újépülettel cserélte fel. De itt csak két hétig volt fogságban, mert kegyelem útján visszanyerte szabadságát, de ügyvédi gyakorlatának folytatására csak 1856-ban kapott engedélyt. 1860-ban tiszti főügyész volt Bács megyében, majd ismét az ügyvédséget folytatta 1871-ig. Ekkor kinevezték Bács megye főispánjává és mint ilyen 1876-ig működött, mikor ismét ügyvédi irodát nyitott. Képviselőnek 1884-ben választották meg Zomborban; a mérsékelt ellenzék tagja volt.
Országgyűlési beszédei az 1848. Közlönyben és az Országgyűlési Naplókban vannak.